# Raoul Castex
Raoul Castex, francoski admiral, * 27. oktober 1878, † 10. januar 1968.

## Slici
1. 1 2  data.bnf.fr: platforma za odprte podatke — 2011.
2. ↑  Pinson G., Thérenty M. Médias 19 — 2011. — ISSN 1927-0178
3. 1 2  Annuaire prosopographique : la France savante — 2009.